# Valempoulières
Valempoulières ist eine Gemeinde im französischen Département Jura in der Region Bourgogne-Franche-Comté.

## Geographie
Valempoulières liegt auf 650 m, etwa zehn Kilometer nordnordwestlich der Stadt Champagnole (Luftlinie). Das Dorf erstreckt sich im Jura, am westlichen Rand des weiten Plateaus des Angillon, am Ostfuß der Krete der Côte de l’Heute.
Die Fläche des 16,25 km² großen Gemeindegebiets umfasst einen Abschnitt des französischen Juras. Der größere östliche Teil des Gebietes wird von einem Plateau eingenommen, das durchschnittlich auf 650 m liegt und überwiegend von Acker- und Wiesland, im Norden von Wald bestanden ist. Westlich des Dorfes erhebt sich die schmale Krete der Côte de l’Heute, die gemäß der Streichrichtung des Juras in diesem Gebiet in Richtung Südwest-Nordost orientiert ist. Diese Krete ist nur 20 bis 30 m höher als die umgebenden Plateaus, steigt jedoch im Nordosten zu einem langgezogenen Kamm an, auf dem mit 766 m die höchste Erhebung von Valempoulières erreicht wird. Ein kleiner Gemeindeteil liegt westlich der Côte de l’Heute auf dem Plateau Lédonien. Das Plateau besitzt keine oberirdischen Fließgewässer, weil das Niederschlagswasser im verkarsteten Untergrund versickert.
Nachbargemeinden von Valempoulières sind Chilly-sur-Salins, Chaux-Champagny und Pont-d’Héry im Norden, Andelot-en-Montagne und Vers-en-Montagne im Osten, Le Pasquier und Montrond im Süden sowie Molain und La Châtelaine im Westen.

## Geschichte
Erstmals urkundlich erwähnt wurde Valempoulières im 13. Jahrhundert. Es bildete im Mittelalter eine Kastlanei. Die Burg wurde im Jahr 1480 von Truppen des Königs Ludwig XI. zerstört. Zusammen mit der Franche-Comté gelangte Valempoulières mit dem Frieden von Nimwegen 1678 an Frankreich.

## Sehenswürdigkeiten

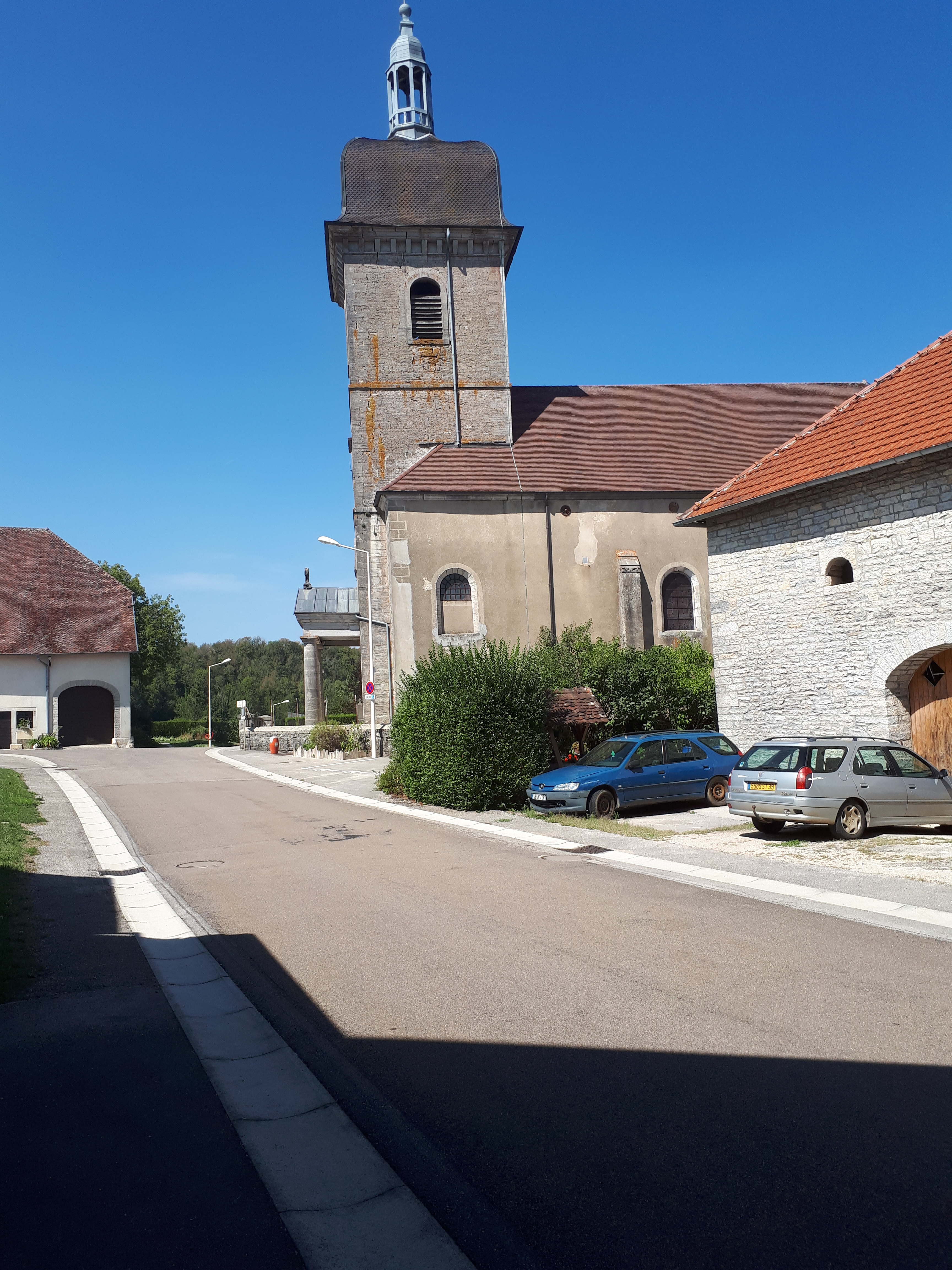
Kirche Notre-Dame

Die Dorfkirche Notre-Dame in Valempoulières wurde im 19. Jahrhundert erbaut. Von der ehemaligen Burg sind nur noch wenige Überreste sichtbar.

## Bevölkerung
| Jahr                       | 1962 | 1968 | 1975 | 1982 | 1990 | 1999 | 2007 | 2017 |
| -------------------------- | ---- | ---- | ---- | ---- | ---- | ---- | ---- | ---- |
| Einwohner                  | 218  | 208  | 192  | 184  | 175  | 172  | 203  | 193  |
| Quellen: Cassini und INSEE |      |      |      |      |      |      |      |      |

Mit 205 Einwohnern (Stand 1. Januar 2022) gehört Valempoulières zu den kleinen Gemeinden des Départements Jura. Nachdem die Einwohnerzahl in der ersten Hälfte des 20. Jahrhunderts deutlich abgenommen hatte (1896 wurden noch 378 Personen gezählt), wurden seit Beginn der 1980er Jahre nur noch geringe Schwankungen verzeichnet.

## Wirtschaft und Infrastruktur
Valempoulières war bis weit ins 20. Jahrhundert hinein ein vorwiegend durch die Landwirtschaft und die Forstwirtschaft geprägtes Dorf. Daneben gibt es heute einige Betriebe des lokalen Kleingewerbes. Mittlerweile hat sich das Dorf auch zu einer Wohngemeinde gewandelt. Viele Erwerbstätige sind Wegpendler, die in den größeren Ortschaften der Umgebung ihrer Arbeit nachgehen.
Die Ortschaft liegt abseits der größeren Durchgangsstraßen an einer Departementsstraße, die von Montrond nach Pont-d’Héry führt. Weitere Straßenverbindungen bestehen mit Vers-en-Montagne, Le Pasquier und Molain.